# Mosquito (TV-program)
Mosquito var ett TV-program (TV-serie) med Thomas Gylling som sändes i Sveriges Television 1998–2002. Det bestod av en blandning av inköpt och egenproducerat "ögongodis", till stor del datoranimerat material, taget från reklamfilmer och liknande. Varje program var löst sammansatt kring något tema. Programmen var en spin-off på 100 kilo godis.
De egenproducerade effektsekvenserna involverade ofta Gylling, filmad mot greenscreen.
I många avsnitt av Mosquito visades även berg-och-dalbanor som man som tittare fick "åka".
Programmet vann Prix Italia 1998/99.